# Zombie firma
Zombie firma je obchodní společnost, jenž z hlediska politické ekonomie není schopna dlouhodobě vytvářet žádný zisk a aby nadále mohla fungovat, tak potřebuje dotace, vnější finanční pomoc či vnější záchranu před bankrotem. Mezi zombie firmy patří také zadlužené podniky, které pokryjí svoje provozní náklady a úroky ze svých půjček, avšak nezaplatí samotný dluh.
Taková firma se tedy dlouhodobě pohybuje na hranici krachu, zabírá tím pádem pracovníky společnostem s větší produktivitou práce. Její existence zabraňuje ziskovějšímu využiti pracovních sil na trhu a snižuje tím mzdy i produktivitu práce na trhu a udržování zombie firem „při životě“ snižuje ekonomický růst.